# Asdzą́ą́ Nádleehé
Asdzą́ą́ Nádleehé (Estsanatlehi; Promjenljiva žena), najpoštovanija božica Navaho Indijanaca kojoj se posvećuje barem jedna pjesma u svakoj njihovoj ceremoniji. Nalazimo je pod različitim imenima i kod drugih indijanskih naroda nesrodnih Apačima i Navahima, pa je slična Ženi Mjesec kod Pawneeja. 
Prema legendarnim pričama ona se stalno mijenja i nikada ne umire. Zimi postaje starica a do proljeća opet postaje mlada žena. Na ovaj način ona simbolizira snagu života, plodnost i promijenu godišnjih doba. Kod susjednih, Navahima srodnih Apača, koji je nazivaju Is dzán naadleeshe, ona će dati svoju snagu mladim djevojčicama u ritualnoj pubertetskoj ceremoniji Na'ii'ees is, ili plesu sunčevog izlaska. Ceremonije posvećene Promjenljivoj ženi izvode se i kako bi proslavili porođaj, vjenčanja, blagoslovio novi dom, kao i ulazak djevojčica u novu dob (svijet žena).
Promijenljiva žena žena rodila je Suncu (Jóhonaa'éí) dvoje djece nakon što ju je obasjao svojim zrakama. Njihova djeca su blizanci-heroji, Monster Slayer (Naayéé 'neizghání) i Child of Water (To bájísh chíní) koji su očistili zemlju od čudovišta koja su nekada lutala njome. 
Promijenljiva Žena živjela sama na kući koja je plutala po zapadnim vodama gdje ju je svaku večer posječivalo sunce. Jednog dana kad je osjetila usamljenost, odlučila je da si napravi nekoga za društvo. Od dijelova svoje kože napravila je prvog muškarca i ženu, prve ljude koji su postali preci današnjih Navaho Indijanaca.
U nekim pričama ona ima sestru, White Shell Woman (Yoołgai Asdzą́ą́, Yoołgai asdząąn, Yoolgai asdzáá), koja simbolizira kišne oblake. U nekim Navaho pričma White Shell Woman i Changing Woman postaju jedna osoba.

## Vanjske poveznice
- Changing Woman / Asdzaa nádleehé  Arhivirana inačica izvorne stranice od 4. travnja 2012. (Wayback Machine)
- Navaho Legend: Changing Woman  Arhivirana inačica izvorne stranice od 18. svibnja 2012. (Wayback Machine)